# هاردستایل
هارداستایل (به انگلیسی: Hardstyle) یکی از سبک‌های موسیقی رقص الکترونیک است که از هاردتکنو، هارد هاوس، هاردترنس، هاردکور-هاوس و موسیقی ریو تأثیر گرفته‌است. سرعت این سبک بین ۱۴۸ و ۱۵۷ ضربه در دقیقه (bpm) است.

## داب‌استایل
داب‌استایل یکی از گونه‌های موسیقی رقص الکترونیک است که بر اثر ادغام دو سبک هارد استایل و داب‌استپ پدید آمده‌است. از معروف‌ترین آهنگسازان این سبک می‌توان به هدهانترز اشاره کرد.